# Agustín Armero y Fernández de Peñaranda
Agustín Armero y Fernández de Peñaranda (Fuentes de Andalucía, 21 de octubre de 1809 – ?, siglo XIX) fue un militar y político español.

## Biografía
Su padre fue Antonio Armero y Almazán, auditor honorario de Marina, y su madre María Dolores Fernández de Peñaranda y Sevilla. Fue hermano de Francisco—marqués de Nervión, presidente del Consejo de Ministros, ministro y teniente general de la Armada— y Joaquín —teniente general de caballería, diputado en Cortes y senador.
En Carmona, Agustín poseía un gran patrimonio rústico y una acreditada ganadería. En 1844 contrajo matrimonio con Josefa de Ureta, con la que tuvo varios hijos.
Comenzó como militar en la Guardia de Corps. Se retiró como coronel de caballería. Entró en el Partido Moderado y en 1852 fue elegido diputado provincial por Carmona en la Diputación de Sevilla.
En 1865 fue nombrado senador vitalicio, resultando su labor parlamentaria más bien escasa. Fue miembro de la comisión del proyecto de ley relativo a constituir un vínculo inherente a la Corona y enajenar algunos bienes del Patrimonio Real. En la Revolución de 1868 el senado de los tiempos de Isabel II quedó disuelto.